# Zero Woman: Assassin Lovers
Série Zero Woman
Zero Woman: Final Mission
(1995) Zero Woman: The Accused
(1997)
Pour plus de détails, voir Fiche technique et Distribution.
Zero Woman: Assassin Lovers (Zero WOMAN III 警視庁０課の女, Zero Woman III : Keishichô 0-ka no onna) est un film japonais réalisé par Masahide Kuwabara, sorti en 1996.

## Synopsis
Rei est une femme sans passé, sans identité. Elle travaille comme agent secret mortel pour le « Zero Department », une division implacable de la police, œuvrant dans l'ombre. Lorsque des souvenirs douloureux de la mort de son père commencent à refaire surface, elle trouve du réconfort dans les bras d'un autre assassin. Mais, la prochaine mission de cet homme est Rei elle-même, et le « Zero Department » perd patience...

## Fiche technique
- Titre : Zero Woman : Assassin Lovers
- Titre original : Zero WOMAN III 警視庁０課の女 (Zero Woman III : Keishichô 0-ka no onna)
- Réalisation : Masahide Kuwabara
- Scénario : Seigo Inoue d'après le manga de Tooru Shinohara
- Production : Shinsuke Yamazaki, Tomoko Hôjô, Fueto Kikuchi et Hideo Sugimoto
- Musique : Ryuji Murayama
- Photographie : Shigeru Komatsubara
- Montage : Inconnu
- Pays d'origine : Japon
- Format : Couleurs - 1,77:1 - Stéréo - 35 mm
- Genre : Policier, drame et thriller érotique
- Durée : 86 minutes
- Date de sortie : 1996 (Japon)

## Distribution
- Kumiko Takeda : Rei
- Keiji Matsuda : Katsumura
- Tokuma Nishioka : Takefuji
- Marie Jinno : Sayako
- Charlie Yutani : Daidohji
- Mari Nishina : Tomomi

## Voir également
- 1995 : Zero Woman: Final Mission, de Koji Enokido
- 1995 : Zero Woman 2, de Daisuke Gotoh
- 1997 : Zero Woman: The Accused, de Daisuke Gotoh
- 1998 : Zero Woman: Dangerous Game, de Hidekazu Takahara